# Mob Psycho 100
Mob Psycho 100 (モブサイコ100?, Mobu Saiko 100) è un manga scritto e disegnato da One, serializzato sulla webzine Ura Sunday di Shōgakukan dal 18 aprile 2012 al 22 dicembre 2017. Un adattamento anime, prodotto da Bones e diviso in tre stagioni, è stato trasmesso in Giappone dall'11 luglio 2016 al 21 dicembre 2022.
In lingua italiana il manga è edito da Star Comics, mentre l'anime è stato distribuito via streaming da Crunchyroll. Nel 2018 ne è stato tratto un dorama in 12 episodi trasmesso da TV Tokyo e Netflix. Dal manga è stato tratto uno spin-off intitolato Reigen.

## Trama
Shigeo Kageyama è uno studente delle medie soprannominato Mob, pur essendo una persona poco appariscente è di fatto un esper particolarmente dotato. Più cresce, più Mob si rende conto però del pericolo che le sue abilità psichiche costituiscono, tanto da cercare di vivere una vita normale per evitare di perderne il controllo. Accumulando emozioni represse di giorno in giorno, a seconda degli ostacoli che gli si parano davanti, il suo potere minaccia di strabordare in ogni momento.

## Personaggi

Shigeo Kageyama e Arataka Reigen

Shigeo Kageyama (影山 茂夫?, Kageyama Shigeo)
Doppiato da: Setsuo Itō (ed. giapponese), Mosè Singh e Tania De Domenico (da bambino) (ed. italiana)
Il protagonista della storia. È un esper molto potente in grado di esorcizzare facilmente demoni e fantasmi. Soprannominato Mob (モブ?, Mobu, lett. "personaggio di sfondo") perché la sua faccia lo fa confondere facilmente tra la folla, lavora part-time per 300 yen all'ora per Arataka Reigen. A causa di un incidente avvenuto quando era piccolo, reprime i suoi poteri per evitare di far male alle persone; così facendo, ha iniziato a reprimere anche le sue emozioni, che finiscono per accumularsi giorno per giorno. Queste, una volta raggiunto un picco oltre cui non può più trattenersi, esplodono facendolo combattere a pieni poteri. Oltretutto, quando perde conoscenza, Shigeo non ha più controllo sul suo corpo e le sue abilità sorpassano il limite.
Arataka Reigen (霊幻 新隆?, Reigen Arataka)
Doppiato da: Takahiro Sakurai (ed. giapponese), Jacopo Calatroni (ed. italiana)
Il maestro di Mob. È un ciarlatano che truffa i clienti e che si serve di Mob quando ha a che fare con vere maledizioni o fantasmi. Nonostante l'attività non del tutto corretta, tratta Mob come se fosse un padre , dandogli consigli quando è in dubbio o ha problemi adolescenziali. È stato proprio lui a insegnare a Mob che i suoi poteri sono un dono come un altro e che non deve usarli per ferire gli altri. Durante la battaglia contro l'Artiglio, per affrontare il nemico riceve momentaneamente da Mob i suoi poteri, da allora gli è rimasta solo la capacità di vedere gli spettri. L'unico a conoscenza del suo segreto è Ekubo (Fossette nell’edizione italiana dell’anime). È molto furbo e attento, riuscendo a cogliere molti particolari che ad altri sfuggono e, sebbene senza poteri, ha risolto più volte situazioni anche molto complesse.
Ekubo (エクボ? Fossette nell'edizione italiana dell'anime)
Doppiato da: Akio Ōtsuka (ed. giapponese), Marco Balzarotti (ed. italiana)
È uno spirito maligno che aspira a divenire una divinità.
Ritsu Kageyama (影山 律?, Kageyama Ritsu)
Doppiato da: Miyu Irino (ed. giapponese), Richard Benitez e Giulia Bersani (da bambino) (ed. italiana)
È il fratello minore di Shigeo. A differenza del fratello è bravo negli sport e a relazionarsi con gli altri. Nutre una forte invidia nei confronti del fratello per i suoi poteri ma anche rispetto. Riuscirà anche lui ad attivare i suoi poteri psichici, (necessitando però della possessione da parte di Ekubo per utilizzarli al meglio), sfiderà il fratello che riuscirà a fargli capire la sua filosofia nel loro utilizzo e si riappacificheranno.
Teruki Hanazawa (花沢 輝気?, Hanazawa Teruki)
Doppiato da: Yoshitsugu Matsuoka (ed. giapponese), Matteo Garofalo (ed. italiana)
Tenga Onigawara (鬼瓦天牙?, Onigawara Tenga)
Doppiato da: Yoshimasa Hosoya (ed. giapponese), Davide Farronato (ed. italiana)

## Media

### Manga

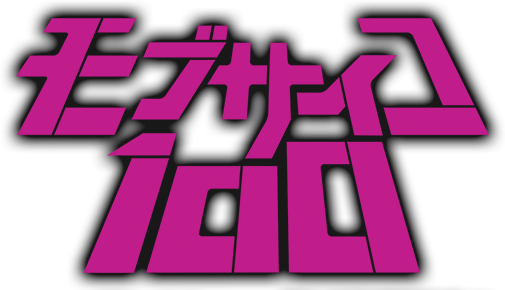
Logo della serie

Il manga, scritto e disegnato da One, è stato serializzato sull'Ura Sunday di Shogakukan dal 18 aprile 2012 al 22 dicembre 2017. I vari capitoli sono stati raccolti in sedici volumi tankōbon, pubblicati tra il 16 novembre 2012 e il 19 luglio 2018. In Italia la serie è stata annunciata da Star Comics al Napoli Comicon 2017 e pubblicata da novembre 2017 a settembre 2020.

#### Volumi
| 1  | 16 novembre 2012 | ISBN 978-4-09-124102-3 | 15 novembre 2017  | ISBN 978-88-226-0713-3 (ed. regolare) ISBN 978-88-226-0715-7 (ed. variant) |
| 1  | Capitoli - 1. Arataka Reigen, sedicente spiritista - 2. I dubbi della primavera in fiore - 3. Tome Kurata e il club delle onde cerebrali - 4. Per se stessi - 5. In parole povere, vorrei piacere alle ragazze - 6. Invito alla setta - 7. L'atmosfera del gruppo - 8. Crollo - 9. Lo spirito che voleva essere un dio - Extra. Il luogo spirituale più spaventoso |                        |                   |                                                                            |
| 2  | 18 febbraio 2013 | ISBN 978-4-09-124252-5 | 13 dicembre 2017  | ISBN 978-88-226-0801-7                                                     |
| 2  | Capitoli - 10. Avere una dote - 11. Uno specchietto per allodole - 12. L'occhio del ciclone - 13. Uno sguardo sprezzante - 14. Colleghi - 15. Sparizione totale - 16. Un ochimusha - 17. I poteri paranormali e io - Extra (1). Il vaso falso - Extra (2). Sogni e pulsioni                                                                                        |                        |                   |                                                                            |
| 3  | 18 giugno 2013 | ISBN 978-4-09-124338-6 | 14 febbraio 2018  | ISBN 978-88-226-0891-8                                                     |
| 3  | Capitoli - 18. Identità sconosciuta - 19. Conclusione - 20. Il consiglio studentesco - 21. Il capo segreto della Shio - 22. Il laboratorio del risveglio - 23. Diventare ciò che si vuole - 24. Che schifo |                        |                   |                                                                            |
| 4  | 18 luglio 2013 | ISBN 978-4-09-124397-3 | 18 aprile 2018    | ISBN 978-88-226-0981-6                                                     |
| 5  | 18 dicembre 2013 | ISBN 978-4-09-124543-4 | 20 giugno 2018    | ISBN 978-88-226-1032-4                                                     |
| 6  | 16 maggio 2014 | ISBN 978-4-09-124682-0 | 14 agosto 2018    | ISBN 978-88-226-1118-5                                                     |
| 7  | 18 luglio 2014 | ISBN 978-4-09-125129-9 | 17 ottobre 2018   | ISBN 978-88-226-1098-0                                                     |
| 8  | 17 ottobre 2014 | ISBN 978-4-09-125476-4 | 21 novembre 2018  | ISBN 978-88-226-1099-7                                                     |
| 9  | 12 febbraio 2015 | ISBN 978-4-09-125748-2 | 16 gennaio 2019   | ISBN 978-88-226-1197-0                                                     |
| 10 | 4 agosto 2015 | ISBN 978-4-09-126328-5 | 13 febbraio 2019  | ISBN 978-88-226-1208-3                                                     |
| 11 | 4 dicembre 2015 | ISBN 978-4-09-126676-7 | 17 aprile 2019    | ISBN 978-88-226-1330-1                                                     |
| 12 | 17 giugno 2016 | ISBN 978-4-09-127310-9 | 19 giugno 2019    | ISBN 978-88-226-1394-3                                                     |
| 13 | 19 agosto 2016 | ISBN 978-4-09-127373-4 | 18 settembre 2019 | ISBN 978-88-226-1530-5                                                     |
| 14 | 19 aprile 2017 | ISBN 978-4-09-127592-9 | 18 dicembre 2019  | ISBN 978-88-226-1626-5                                                     |
| 15 | 19 ottobre 2017 | ISBN 978-4-09-127819-7 | 17 giugno 2020    | ISBN 978-88-226-1808-5                                                     |
| 16 | 19 luglio 2018 | ISBN 978-4-09-128460-0 | 16 settembre 2020 | ISBN 978-88-226-1893-1                                                     |

#### Spin-off
Il manga spin-off intitolato Reigen è incentrato sulla figura del maestro e ambientato dopo gli eventi della serie principale, tornano come coprotagonisti anche Tome e Serizawa. Pubblicato sull'app mobile MangaONE di Shogakukan dal 19 marzo 2018 al 19 febbraio 2019, edito successivamente in un unico volume. In Italia è pubblicato da Star Comics dal 16 dicembre 2020.
| Nº | Titolo italiano Giapponese 「Kanji」 - Rōmaji - Traduzione letterale                              | Data di prima pubblicazione             | Data di prima pubblicazione             |
| Nº | Titolo italiano Giapponese 「Kanji」 - Rōmaji - Traduzione letterale                              | Giapponese                              | Italiano                                |
| 1  | Reigen 「REIGEN ～霊級値MAX131の男～」 – "REIGEN - L'uomo dal quoziente spiritico massimo di 131" | 19 febbraio 2019 ISBN 978-4-09-128767-0 | 16 dicembre 2020 ISBN 978-88-226-2059-0 |

### Anime
Annunciato il 2 dicembre 2015 sul sito dell'Ura Sunday di Shogakukan, la prima stagione dell'adattamento anime, prodotto da Bones e diretto da Yuzuru Tachikawa, è andata in onda dall'11 luglio al 26 settembre 2016. Le sigle di apertura e chiusura sono rispettivamente 99 del gruppo Mob Choir e Refrain Boy (リフレインボーイ?, Rifurein Bōi) degli All Off. In tutto il mondo, ad eccezione dell'Asia, gli episodi sono stati trasmessi in streaming in simulcast, anche coi sottotitoli in lingua italiana, da Crunchyroll; in particolare, nel Regno Unito i diritti sono stati acquistati da Anime Limited.
Una seconda stagione animata è andata in onda dal 6 gennaio al 31 marzo 2019. Come per la precedente, i diritti internazionali al di fuori dell'Asia sono stati acquistati da Crunchyroll che l'ha pubblicata in simulcast. La sigla di apertura è 99.9 di Mob Choir feat. sajou no hana mentre in chiusura sono stati adoperati quattro differenti brani musicali tutti quanti eseguiti dal gruppo sajou no hana: Grey (グレイ?, Gurei) (ep. 1 e 7), Memosepia (メモセピア?) (ep. 2-4), Mabuta no ura (目蓋の裏?) (ep. 5) e Ikiru hitobito (いきるひとびと?) (ep. 13).
Il 19 ottobre 2021 è stata annunciata la produzione di una terza stagione. Takahiro Hasui dirige la stagione, con Yuzuru Tachikawa come direttore principale. Il cast principale e lo staff sono tornati a ricoprire i rispettivi ruoli. La terza stagione è stata trasmessa dal 5 ottobre al 21 dicembre 2022; la sigla d'apertura è 1 e quella di chiusura Cobalt, entrambe eseguite da Mob Choir. Come per le stagioni precedenti, al di fuori dell'Asia Crunchyroll ha pubblicato la serie in simulcast in versione sottotitolata.
Il 27 novembre 2022 Crunchyroll ha annunciato il doppiaggio italiano della serie che viene pubblicato a partire dal 30 gennaio 2023.

#### Episodi

##### Prima stagione
| Nº  | Titolo italiano Giapponese 「Kanji」 - Rōmaji | In onda           | In onda          |
| Nº  | Titolo italiano Giapponese 「Kanji」 - Rōmaji | Giapponese        | Italiano         |
| 1   | L'autodichiaratosi psichico: Reigen Arataka ~E Mob~ 「自称霊能力者・霊幻新隆～とモブ～」 - Jishō reinōryoku-sha Reigen Arata ~To Mobu~ | 11 luglio 2016    | 30 gennaio 2023  |
| 1   | Un autoproclamato esorcista e truffatore di nome Reigen Arataka tenta di esorcizzare uno spirito maligno, nonostante vi sia inciampato solo per caso. Con grande shock di Reigen, lo spirito sembra essere infastidito solo dai suoi attacchi inefficaci, che consistono nel lanciare una manciata di sale da cucina contro lo spirito (inteso come sale purificato). Reigen quindi scatena la sua arma segreta: chiama un vero sensitivo (noto anche come esper), Shigeo Kageyama, alias "Mob", per bandire lo spirito per lui con i suoi poteri psicocinetici. Mob è un sensitivo estremamente potente, nonostante sia solo alle scuole medie. Qualche tempo dopo, Reigen viene incaricato di sbarazzarsi degli spiriti maligni che abitano un tunnel. Ancora una volta, Reigen riesce a ingannare Mob a fare la maggior parte del lavoro per lui. Uno dei fantasmi, il defunto capo di una banda di motociclisti, avverte di un mostro ancora più potente situato più in profondità nel tunnel e implora Reigen e Mob di non combatterlo. Tuttavia, Mob riesce comunque a rimuoverlo. Gli spiriti del leader e della sua banda sono finalmente in pace e passano all'aldilà. |                   |                  |
| 2   | I dubbi dell'adolescenza ~È arrivato il club della telepatia~ 「青い春の疑問～脳感電波部登場～」 - Aoi haru no gimon ~Nō-kan denpa-bu tōjō~ | 18 luglio 2016    | 6 febbraio 2023  |
| 2   | Il "Club della Telepatia" della scuola di Mob rischia di sciogliersi dopo essere sceso al di sotto del numero minimo di membri. Il gruppo cerca disperatamente di convincere altri studenti a unirsi al loro club e trascinanno Mob nella sala del club nel tentativo di convincerlo a unirsi. Il leader del Club della Telepatia, Tome Kurata, discute con Reigen al telefono perché vuole che Mob si concentri sul suo lavoro invece che sul club. Più tardi, Reigen prende Mob per esorcizzare uno spirito in una scuola superiore privata femminile. Sia lui che Mob si travestono per infiltrarsi nella scuola, ma Reigen viene immediatamente fermato dalla sicurezza mentre Mob avanza da solo. I clienti, un paio di studentesse, lo portano in giro per la scuola fino a quando non trova il grande fantasma di uno scolaro morto che osserva l'allenamento di basket nel campus. Dopo aver sconfitto il fantasma, lo implora di godersi la sua giovinezza prima che scompaia. Il giorno dopo, il consiglio studentesco della scuola di Mob minaccia di consegnare la stanza del Club della Telepatia al neonato Club dei sollevamento pesi. Dopo aver avuto un flashback in cui Mob ricorda le sue scarse capacità fisiche, Mob decide che invece di unirsi al Club della Telepatia si unisce al Club dei sollevamento pesi. |                   |                  |
| 3   | Un invito a una riunione ~La farò semplice, voglio solo diventare popolare~ 「集いへの誘い～簡単に言うとモテたい～」 - Tsudoi e no sasoi ~Kantan ni iu to motetai~ | 25 luglio 2016    | 13 febbraio 2023 |
| 3   | Durante l'allenamento del Club dei sollevamento pesi, Mob sviene e viene lasciato nella sala del club per riprendersi. Il Club della Telepatia, a cui è stato permesso di rimanere nella stanza che ora viene utilizzata per riporre l'attrezzatura per il bodybuilding, commenta che Mob non sarà mai popolare anche se allena il suo corpo. Sconvolto, viene intercettato sulla strada di casa da una donna con una maschera sorridente, che lo informa che può aiutarlo a diventare popolare. La segue in un'area di incontro sotterranea dove si è formato un culto noto come (LOL) al servizio di un uomo con il potere di far ridere e sorridere chiunque. Un giornalista della scuola di Mob, Mezato Ichi, viene convertito con la forza, ma anche il leader della setta non è in grado di convertire Mob. Viene rivelato che il leader della setta è uno spirito di alto livello che possiede un uomo, e lo spirito emerge per uccidere Mob. La tensione fa sì che Mob raggiunga il 100% e "esploda", scatenando una terribile quantità di potere psichico ed esorcizzando lo spirito. Questo libera i convertiti del culto. |                   |                  |
| 4   | Evento per soli dementi ~Compagni~ 「馬鹿オンリーイベント～同類～」 - Baka onrī ibento ~Dōrui~ | 1º agosto 2016    | 20 febbraio 2023 |
| 4   | I delinquenti della scuola di Mob, la Salt Middle School, sono impegnati in una guerra territoriale con una scuola rivale, la Black Vinegar Middle School. Quando i delinquenti rivali non sono in grado di vincere, chiamano il loro capo, Teruki "Teru" Hanazawa. Nonostante sia fisicamente poco imponente, Teru si sbarazza dei delinquenti rivali con facilità. Nel tentativo di vendicarsi, il leader delinquente Tenga Onigawara tenta di reclutare il Club dei sollevamento pesi nella guerra per il territorio. Quando lo rifiutano, escogita un piano per far rapire Mob dalla scuola rivale al fine di costringere il Club dei sollevamento pesi ad attaccare i loro rivali. Nel frattempo, Mob è stato perseguitato per tutto il giorno dallo spirito indebolito del capo della setta che si fa chiamare Fossette, che afferma di essersi riformato. Secondo il piano dei delinquenti di Salt, Mob viene catturato dai delinquenti di Black Vinegar e si rifiuta di usare i suoi poteri per fuggire nonostante le sollecitazioni dello spirito. I membri del Club dei sollevamento pesi sconfiggono l'esercito di delinquenti nel tentativo di salvare Mob, ma allo stesso modo non sono in grado di sconfiggere Teru una volta che appare, esibendo le sue abilità psichiche. |                   |                  |
| 5   | Ochimusha ~Io e i poteri psichici~ 「ＯＣＨＩＭＵＳＨＡ～超能力と僕～」 - Ochimusha ~Chōnōryoku to boku~ | 8 agosto 2016     | 27 febbraio 2023 |
| 5   | Dopo aver riconosciuto le abilità psichiche di Mob, Teru tenta di costringerlo a un duello psichico attaccandolo, ma Mob rifiuta nonostante gli attacchi sempre più brutali a causa dei suoi ideali di non usare mai i poteri psichici su una persona umana. Fossette tenta di difendere Mob, ma Teru lo esorcizza rapidamente. Mentre Mob viene messo alle strette all'interno della scuola, la sanità mentale di Teru inizia a deteriorarsi dopo che Mob devia i suoi coltelli per autodifesa, causando il taglio dei capelli di Teru. Mentre Teru diventa sempre più frustrato con Mob e la sua sanità mentale si indebolisce, Mob si rende conto che l'odio di Teru nei suoi confronti è dovuto al fatto che entrambi i sensitivi mancano di fiducia e sanno che non sono nulla senza i loro poteri psichici. Teru soffoca Mob contro il muro con la forza bruta, dove viene rivelato che, a differenza di lui, l'uso frequente di Teru delle sue abilità psichiche nella sua vita quotidiana ha rapidamente stabilito la sua popolarità all'interno della sua scuola e gli ha dato un complesso di superiorità, proclamandosi un "prescelto". Nonostante la moderazione dei suoi poteri psichici da parte di Mob si allenta mentre viene strangolato, sviene per asfissia prima di raggiungere il 100%. Risveglio inconscio in "??? %", Mob fa a pezzi la scuola e scaglia le macerie contro un Teru nudo, che viene scagliato in cielo mentre si scusa e accetta gli ideali di Mob. In seguito, Mob si rende conto di aver usato i suoi poteri contro un'altra persona, il che si traduce in "tristezza al 100%", dove usa i suoi poteri per ricostruire la scuola. |                   |                  |
| 6   | Disarmonia ~Diventare una cosa sola~ 「不調和～成るために～」 - Fuchōwa ~Naru tame ni~ | 15 agosto 2016    | 6 marzo 2023     |
| 6   | Dopo l'incidente alla scuola media Black Vinegar Middle School, l'intera città sente voci che indicano le abilità di Mob e la sua lotta con Teru. Il fratello di Mob, Ritsu Kageyama, è seguito da varie persone interessate a lui e ai poteri di suo fratello. Ritsu non è contento di questo perché maledice la propria mancanza di capacità di usare la telepatia. Il leader del Club della Telepatia, Tome, si interessò alla lotta psichica e cercò di convincere Mob a identificare altri Esper in pubblico. Il presidente del consiglio studentesco della Salt Middle School, Shinji Kamuro, si confida con Ritsu per incastrare il capo della banda locale Tenga Onigawara per furto e pervertito. Più tardi, Ritsu visita un istituto di ricerca psichica noto come Awakening Lab, ma tutti i soggetti hanno abilità psichiche minime e deboli. Tuttavia, a sua insaputa, Ritsu piega accidentalmente un cucchiaio psichicamente, e in seguito vede il fantasma di Fossete fuori dalla sua casa, rivelando le sue abilità psichiche latenti. |                   |                  |
| 7   | Elevazione ~Ho raggiunto l'abbandono~ 「昂揚～喪失を手に入れた～」 - Kōyō ~Sōshitsu o te ni ireta~ | 22 agosto 2016    | 13 marzo 2023    |
| 7   | Mentre i teppisti di altre bande delle scuole medie sentono parlare di "White T-Poison" e si muovono per sconfiggerlo, Ritsu incontra Fossette e gradualmente impara a conoscere e migliorare i suoi poteri psichici. A causa del suo nuovo potere, finisce per far pagare a Kamuro le sue dubbie azioni. Nel frattempo, Mob incontra due truffatori che cercano di truffarlo per soldi per un vaso "costoso" che ha danneggiato. Tuttavia, Reigen arriva e lo salva ribaltando la situazione contro i truffatori. Con i suoi crescenti poteri psichici e la guida di Fossette, Ritsu sviluppa un complesso di superiorità. Ritsu alla fine si imbatte in Teru e tenta di combatterlo nonostante gli avvertimenti di Fossette. L'esperienza di Teru e i già forti poteri psichici quasi sopraffanno Ritsu, che è costretto a fuggire. Ritsu affronta quindi gli altri teppisti della banda della scuola media in un vicolo e usa i suoi poteri psichici per sottometterli facilmente. Mentre Ritsu sconfigge i teppisti, arriva Mob. |                   |                  |
| 8   | Il fratello maggiore si inchina ~Un intento distruttivo~ 「兄ペコ～破壊意思～」 - Ani peko ~Hakai ishi~ | 29 agosto 2016    | 20 marzo 2023    |
| 8   | La folla è guidata da Teru a Ritsu e ai teppisti delle scuole medie. Mob è felice di vedere che Ritsu ha finalmente sviluppato poteri psichici. Ritsu, ancora godendo dei suoi poteri, tenta di porre fine alla sua relazione con Mob, ma è scioccato nel vedere Mob proteggerlo scusandosi a suo nome con i teppisti, umiliandosi con loro. Improvvisamente, uno psichico adulto di nome Cadre Koyama interviene e tenta di rapire Ritsu dopo averlo scambiato per Mob. Quando Ritsu viene ferito da Koyama, Mob si infuria e va al 100%, travolgendo Koyama. Koyama usa uno spray maledetto su Mob per metterlo fuori combattimento e fugge con Ritsu. Altrove, Yusuke Sakurai, un altro psichico adulto che lavora con Koyama, si infiltra nel Laboratorio del Risveglio e rapisce i soggetti. Teru e Fossette salvano Mob e lo portano nell'appartamento di Teru per riprendersi. Teru rivela a Mob e Fossette che Ritsu è stato rapito da un membro dell'artiglio, un'organizzazione criminale di psichici decisi a dominare il mondo che hanno rapito altri giovani psichici adolescenti per fare loro il lavaggio del cervello e usarli per i loro piani nefasti. Fossette informa Mob e Teru che Koyama potrebbe aver scoperto i Fratelli Kageyama dal Laboratorio del Risveglio. Il trio arriva al laboratorio e interroga il suo fondatore, Kenji Mitsuura, su cosa sia successo. Nel frattempo, Koyama e Sakurai portano Ritsu e i soggetti del Risveglio in un nascondiglio dell'artiglio, chiamato Settima Divisione. |                   |                  |
| 9   | 'Artiglio' ~7ª divisione~ 「"爪"～第7支部～」 - Tsume ~Dai 7 shibu~ | 5 settembre 2016  | 27 marzo 2023    |
| 9   | L'agente Terada viene a sapere da Sakurai e Koyama che, nonostante i bambini che hanno catturato, Koyama non è riuscito a portare Mob. Tenta di ucciderlo da solo, ma viene catturato da Teruki, Mob e Mitsuura e finisce per rinunciare a tutte le informazioni. Ritsu e i ragazzi del Risveglio vengono tenuti in una cella e interrogati. Quando Ritsu supplica che i bambini non hanno alcun potere, Muto prende Kaito e apparentemente lo uccide, dando ai bambini un ultimatum: parlare dei loro poteri o affrontare lo stesso destino. Mob e Teruki portano Terada al nascondiglio della banda mentre tutti i superiori, noti come gli Scar, stanno tenendo una riunione in cui il capo li informa che potrebbe portare un paio di loro al quartier generale. Terada fugge e attacca Mob e Teruki, ma viene facilmente sconfitto da Mob. I ragazzi imprigionati si rendono conto che Kaito è ancora vivo e sono sotto gli effetti dell'ipnotismo di Muto. Iniziano una fuga proprio mentre Mob e Teruki si infiltrano, ma vengono scoperti dagli Artigli. Koyama esce per fermarli, ma Mob lo sconfigge facilmente e il resto degli Scars si schiera. |                   |                  |
| 10  | Una mastodontica aura malvagia ~L'eminenza grigia~ 「巨悪のオーラ～黒幕～」 - Kyoaku no ōra ~Kuromaku~ | 12 settembre 2016 | 3 aprile 2023    |
| 10  | I ragazzi riescono a riunirsi con Kaito e cercano di fuggire. Fossette, che ora possiede uno dei subalterni, ferma alcuni di loro quando Matuso lo affronta. Uno dei subalterni dice a Teruki che i ragazzi sono fuggiti da soli e affronta Miyagawa, ma lo inganna impostando i suoi poteri contro di lui, solo per essere sconfitto dalla combo di Muto e Sakurai. Mob viene circondato dalle bambole di Mukai, ma le rompe tutte, solo per trovarsi di fronte a una Tsuchiya arrabbiata. Osserva che Mob non la sta colpendo alla schiena e gli dice di non trattenersi solo perché è una donna quando sta cercando un combattimento totale. Sconfigge lei e anche Takeuchi. I bambini in fuga incontrano un ragazzo di nome Shou e Ritsu dice loro di fuggire senza di lui. La folla lo trova più tardi picchiato e privo di sensi. Muto ha cercato di incasinare ancora di più la sua psiche, ma Mob raggiunge uno stato di rifiuto del 100% che incasina la mente di Muto e li rende entrambi incoscienti. Fossette cerca di ingannare Matsuo, ma viene invece catturato da lui. |                   |                  |
| 11  | Maestro ~Leader~ 「師匠～Leader～」 - Shishō ~Leader~ | 19 settembre 2016 | 10 aprile 2023   |
| 11  | Reigen, rintracciando il cellulare di Mob, arriva alla Settima Divisione. I membri dell'Artiglio a guardia dell'ingresso cercano di fermare Reigen, ma poi lo lasciano entrare quando credono erroneamente che sia il leader dell'Artiglio. Reigen usa involontariamente questa facciata per aiutare i soggetti del Risveglio a fuggire e tentare di convincere i sgherri dell'errore dei loro modi. Altrove, Mob, Teru e Ritsu sono intrappolati in una stanza maledetta che impedisce loro di usare i loro poteri psichici. Reigen alla fine arriva ed è in grado di liberare i tre giovani psichici. Mentre cercano di andarsene, Mob, Reigen, Teru e Ritsu si confrontano con il leader della Settima Divisione Ishiguro e i tre Artigli rimasti, Sakurai, Matsuo e Muraki. Reigen convince i sgherri a lasciare gli artigli e a fare qualcosa della loro vita. Reigen alla fine scopre che Mob ha infranto a malincuore la sua promessa di non usare poteri psichici contro le persone. Mentre Teru e Ritsu combattono contro gli membri rimanenti dell'organizzazione, Mob è stressato se usare i suoi poteri psichici per salvare i suoi amici o scappare come consigliato da Reigen. Mentre Mob sta per andare al 100% con l'intento omicida, Reigen lo tira fuori e dice a Mob che finirà per soffrire per le sue azioni e che va bene scappare e salvarsi. Un breve flashback rivela che un giovane Mob ha incontrato per la prima volta Reigen per aiutarlo a controllare i suoi poteri psichici. Proprio in quel momento, Sakurai si avvicina alle spalle di Reigen e lo abbatte di fronte a Mob, scioccando Mob e facendolo raggiungere il 100%. |                   |                  |
| 12  | Mob e Reigen ~Appare uno tsuchinoko gigante~ 「モブと霊幻～巨大ツチノコ現るの巻～」 - Mobu to Reigen ~Kyodai tsuchinoko genru no maki~ | 26 settembre 2016 | 17 aprile 2023   |
| 12  | Reigen rimane miracolosamente illeso dall'attacco di Sakurai e procede ad affrontare i membri dell'organizzazione rimanenti, dove i loro attacchi psichici non hanno alcun effetto contro di lui. Viene rivelato che le parole di saggezza di Reigen a Mob proprio mentre stava per andarsene hanno cambiato al 100% il flusso della sua energia psichica; Mob inviò inconsciamente la sua energia psichica a Reigen, "scappando", con l'energia psichica in Reigen che andava al 1000% con la Gratitudine. Una volta che ha reso inabile Ishiguro, Reigen rimprovera gli artigli per le loro manie di grandezza, dicendo che anche con i poteri psichici sono ancora umani. Le parole di Reigen riportano Sakurai e Muraki alla realtà. Un Ishiguro guarito, tuttavia, rifiuta le opinioni filosofiche di Reigen affermando che i sensitivi sono d'élite e superiori al resto dell'umanità e dovrebbero essere adorati. Mob ribatte a Ishiguro dicendo che avere poteri psichici non rende popolare. Ishiguro scatta e inizia a raccogliere energia psichica per distruggere la Settima Divisione e tutti i suoi sgherri. Reigen perde l'energia psichica di Mob prima che possa sconfiggerlo, e Shou appare improvvisamente per mettere fuori combattimento Ishiguro. Shou esprime delusione nei confronti di Mob, rivelando di essere stato inviato da suo padre, il leader dell'artiglio, per supervisionare lo sviluppo della Settima Divisione, prima di andarsene. Fossette finalmente sfugge al barattolo degli spiriti malvagi di Matsuo e lo mette fuori combattimento. Il combattimento finisce e Mob, Reigen, Ritsu, Teru e Dimple vanno avanti con la loro vita quotidiana. Qualche tempo dopo, Mob e Reigen cercano di dare la caccia a un mitico Tsuchinoko, ma Reigen finisce invece per raccogliere un sacco di funghi. Mob esorcizza uno spirito che potrebbe essere stato uno Tsuchinoko, ma gli viene detto da Reigen che non esistono. |                   |                  |
| OAV | REIGEN ~Lo sconosciuto psichico dei miracoli~ 「モブサイコ100 REIGEN ～知られざる奇跡の霊能力者～」 - Mobu Saiko 100 Reigen -Shirarezaru kiseki reinōryokusha- | 18 marzo 2018     | -                |

##### Seconda stagione
| Nº  | Titolo italiano Giapponese 「Kanji」 - Rōmaji | In onda           | In onda          |
| Nº  | Titolo italiano Giapponese 「Kanji」 - Rōmaji | Giapponese        | Italiano         |
| 1   | A brandelli ~C'è qualcuno che osserva~ 「ビリビリ ～誰かが見ている～」 - Biribiri ~Darekaga Mite iru~ | 6 gennaio 2019    | 12 giugno 2023   |
| 2   | Leggende Metropolitane ~Faccia a Faccia con le Dicerie~ 「都市伝説 〜噂との遭遇〜」 - Toshi Densetsu ~Uwasa to no Sōgū~ | 13 gennaio 2019   | 12 giugno 2023   |
| 3   | Un pericolo dopo l'altro ~Degenerazione~ 「重ねる危険 ～変質～」 - Kasaneru Kiken ~Henshitsu~ | 20 gennaio 2019   | 19 giugno 2023   |
| 4   | Dentro ~Uno spirito malvagio~ 「中身 ～悪霊～」 - Nakami ~Akuryō~ | 27 gennaio 2019   | 26 giugno 2023   |
| 5   | Discordia ~Scelte~ 「不和 ～選択～」 - Fuwa ~Sentaku~ | 3 febbraio 2019   | 3 luglio 2023    |
| 6   | Poor, Lonely, Whitey 「孤独なホワイティー」 - Kodokuna Howaitī | 10 febbraio 2019  | 10 luglio 2023   |
| 7   | Alle strette ~La Vera Identità~ 「追い込み ～正体～」 - Oikomi ~shōtai~ | 17 febbraio 2019  | 17 luglio 2023   |
| 8   | Eppure ~Sempre avanti~ 「それでも ～前へ～」 - Soredemo ~mae e~ | 24 febbraio 2019  | 24 luglio 2023   |
| 9   | Fa' vedere ciò che sai fare ~Tutti insieme~ 「見せてみろ ～集合～」 - Misete miro ~shūgō~ | 3 marzo 2019      | 31 luglio 2023   |
| 10  | Collisione ~Pura Forza Bruta~ 「衝突 ～パワー系～」 - Shōtotsu ~pawā-kei~ | 10 marzo 2019     | 7 agosto 2023    |
| 11  | Leadership ~Poteri di Percezione~ 「指導 ～感知能力者～」 - Shidō ~kanchi nōryoku-sha~ | 17 marzo 2019     | 14 agosto 2023   |
| 12  | Scontro per il reinserimento in società ~Amicizia~ 「社会復帰戦 ～友情～」 - Shakaifukki-sen ~yūjō~ | 24 marzo 2019     | 21 agosto 2023   |
| 13  | Faccia a faccia col Boss ~L'ultima luce~ 「ボス戦 ～最後の光～」 - Bosu-sen ~saigo no hikari~ | 31 marzo 2019     | 28 agosto 2023   |
| OAV | La prima gita aziendale dell'ufficio Materie Spirituali ~Un viaggio che lenirà i cuori feriti e darà sollievo agli animi~ 「モブサイコ100 第一回霊とか相談所慰安旅行~ココロ満たす癒やしの旅」 - Mobu Saiko 100: Dai'ikkai rei toka sōdansho ian'ryokō ~Kokoro mitasu iyashi no tabi~ | 25 settembre 2019 | 4 settembre 2023 |

##### Terza stagione
| Nº | Titolo italiano Giapponese 「Kanji」 - Rōmaji | In onda          | In onda |
| Nº | Titolo italiano Giapponese 「Kanji」 - Rōmaji | Giapponese       |         |
| 1  | Il futuro ~Percorsi e carriere~ 「将来 ～進路希望～」 - Shōrai ~shinro kibō~ | 5 ottobre 2022   |         |
| 2  | Ecco Amakusa Haruaki, Cacciatore di Spiriti ~I Cento Demoni incombono!!~ 「妖怪ハンター・天草晴明登場！ ～百鬼の脅威！！～」 - Yōkai Hantā Amakusa Haruaki tōjō! ~Hyakki no kyōi!!~ | 12 ottobre 2022  |         |
| 3  | Preso dal momento ~100%~ 「調子に乗る ～100%～」 - Chōshininoru ~Hyaku Pāsento~ | 19 ottobre 2022  |         |
| 4  | Albero Divino nº1 ~Ecco il Fondatore~ 「神樹① ～教祖登場～」 - Shinju ichi ~Kyōso tōjō~                                                                                             | 26 ottobre 2022  |         |
| 5  | Albero Divino nº2 ~Pace~ 「神樹② ～ピース～」 - Shinju ni ~Pīsu~ | 2 novembre 2022  |         |
| 6  | Albero Divino nº3 ~Fossette è~ 「神樹③ ～エクボは～」 - Shinju san ~Ekubo wa~ | 9 novembre 2022  |         |
| 7  | Trasmissione nº1 ~Vacanze invernali~ 「通信中① ～冬休み～」 - Tsūshinchū ichi ~Fuyuyasumi~                                                                                          | 16 novembre 2022 |         |
| 8  | Trasmissione nº2 ~Incontro con l'ignoto~ 「通信中② ～未知との遭遇～」 - Tsūshinchū ni ~Michi to no sōgū                                                                             | 23 novembre 2022 |         |
| 9  | Mob 1 ~Trasloco~ 「モブ① ～引っ越し～」 - Mobu ichi ~Hikkoshi~ | 30 novembre 2022 |         |
| 10 | Mob 2 ~Rivali~ 「モブ② ～ライバル～」 - Mobu Ni ~Raibaru~ | 7 dicembre 2022  |         |
| 11 | Mob 3 ~Trauma~ 「モブ③ ～トラウマ～」 - Mobu San ~Torauma~ | 14 dicembre 2022 |         |
| 12 | Confessione ~Da ora in avanti~ 「告白 ～これから～」 - Kokuhaku ~Kore kara~ | 21 dicembre 2022 |         |

## Accoglienza
A luglio 2016, il manga di Mob Psycho 100 aveva in circolazione oltre 1,2 milioni di copie. Nel 2017, il manga ha vinto il 62º Premio Shōgakukan per i manga nella categoria shōnen.
Nel novembre 2019, Polygon ha nominato Mob Psycho 100 come uno dei migliori anime degli anni 2010 e Crunchyroll lo ha elencato nella loro "Top 25 migliori anime degli anni 2010". IGN ha elencato a sua volta Mob Psycho 100 tra le migliori serie anime degli anni 2010.
Anime News Network ha elencato la prima stagione di Mob Psycho 100 tra le migliori serie anime del 2016. Nick Creamer ha elogiato lo stile visivo della serie, la storia del personaggio e i suoi concetti di eroismo e società presentati anche nell'altra opera di One, One-Punch Man. Lauren Orsini ha elogiato la storia di formazione di Mob e ha elogiato l'animazione e la musica.

### Controversie
Nel settembre 2020, la serie è diventata virale dopo che l'uomo d'affari statunitense Eric Trump, figlio dell'allora presidente Donald Trump, ha pubblicato un tweet che collegava la serie alle accuse di censura da parte di Google, a causa dei risultati di ricerca di Google per "mob" che mostravano il volto di Mob piuttosto che un gruppo di persone.